# Hackerbrücke

Hackerbrücke, stellwerksseitige Ansicht

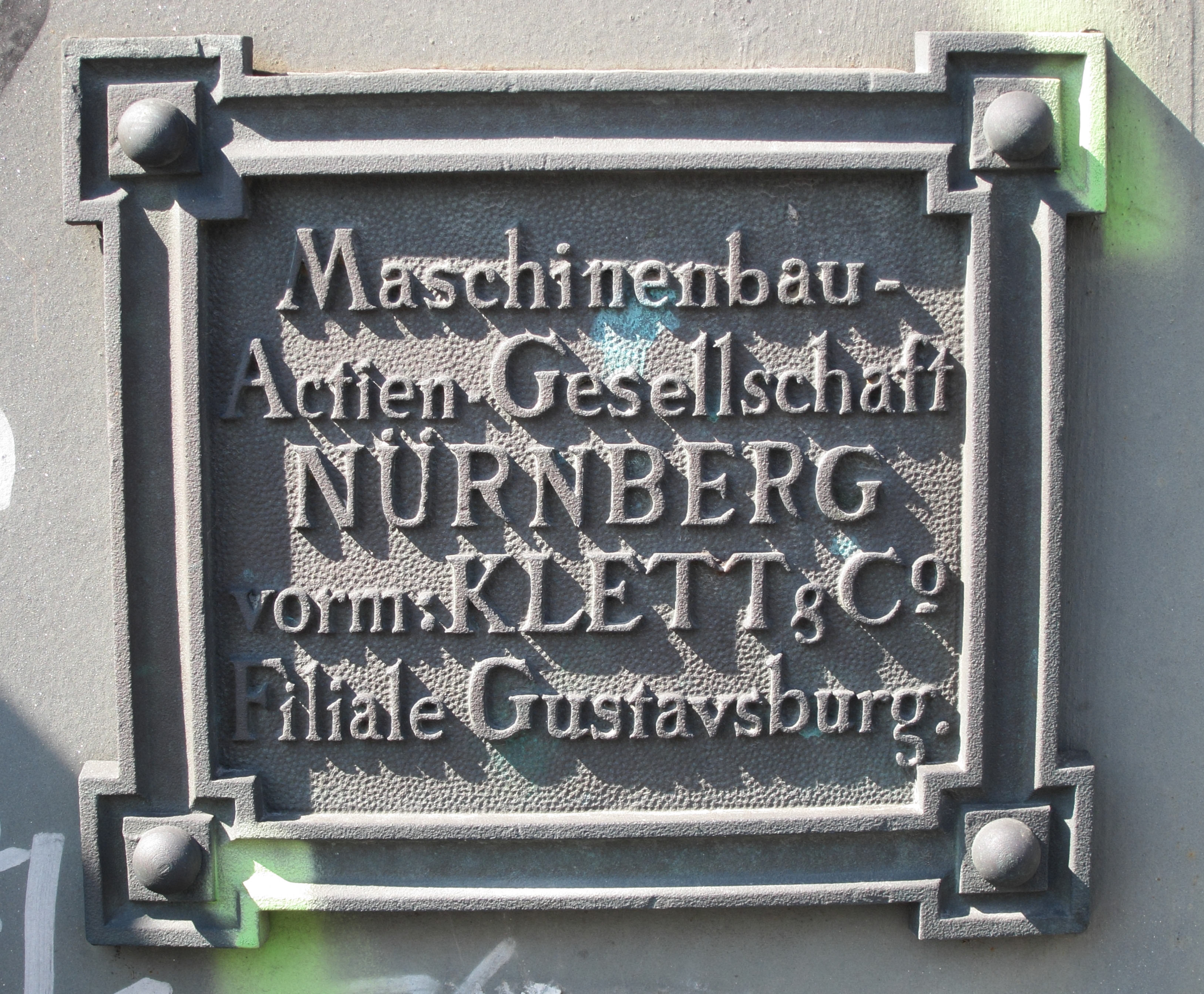
Hackerbrücke-Plakette Maschinenbau-Actien-Gesellschaft Nürnberg vorm. Klett & Co. Filiale Gustavsburg

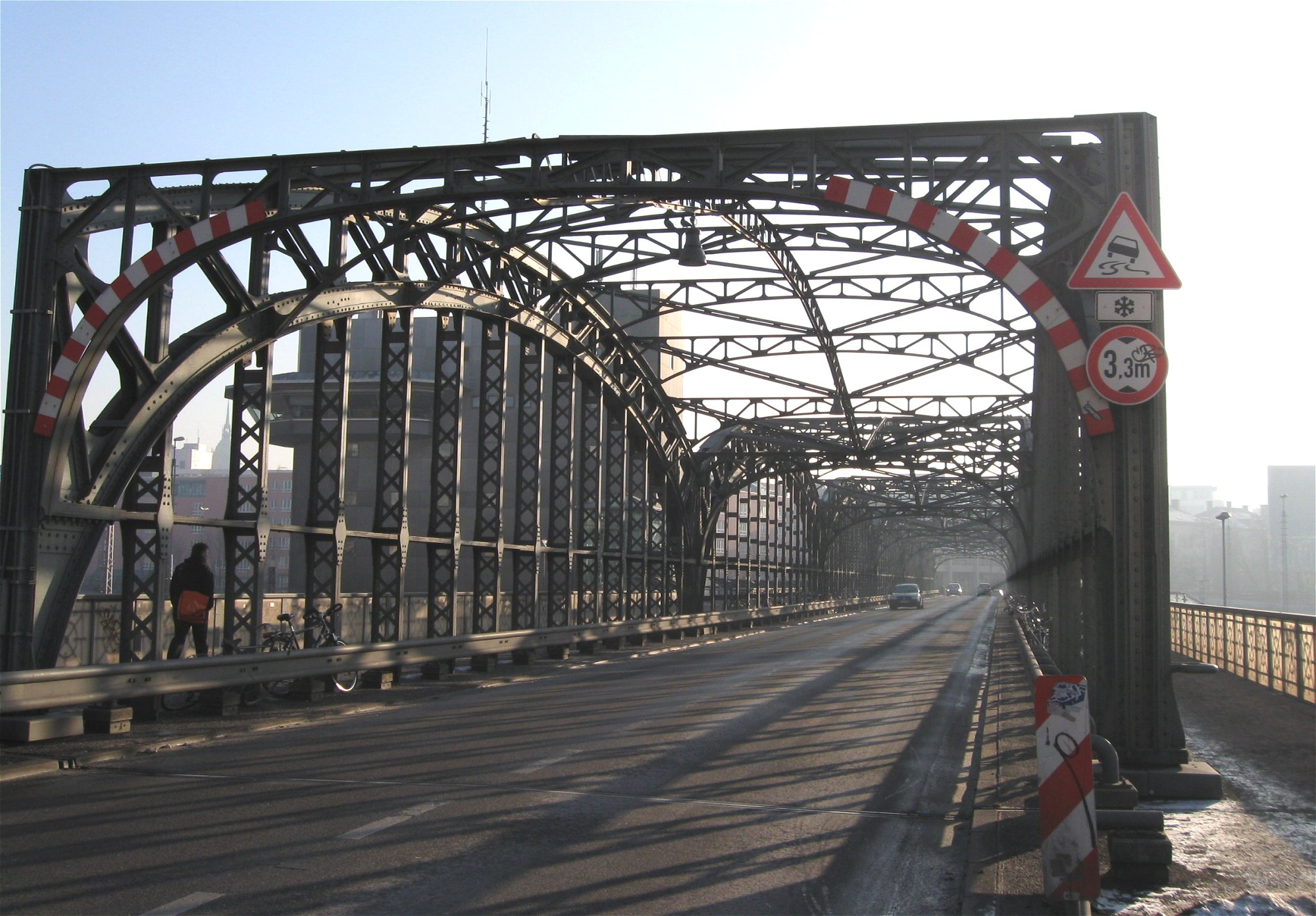
Blick nach Süden

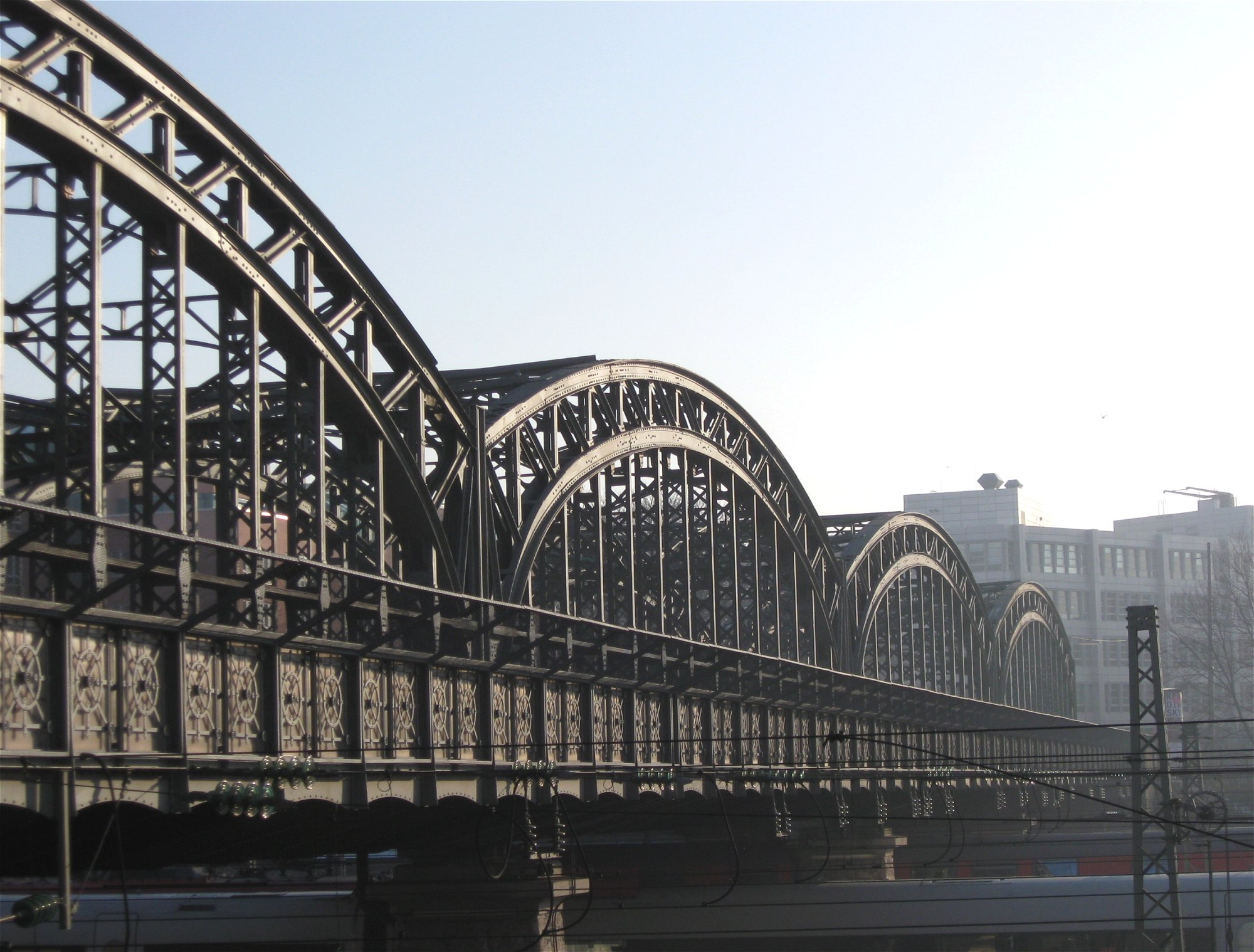
Blick auf die Bogenkonstruktion

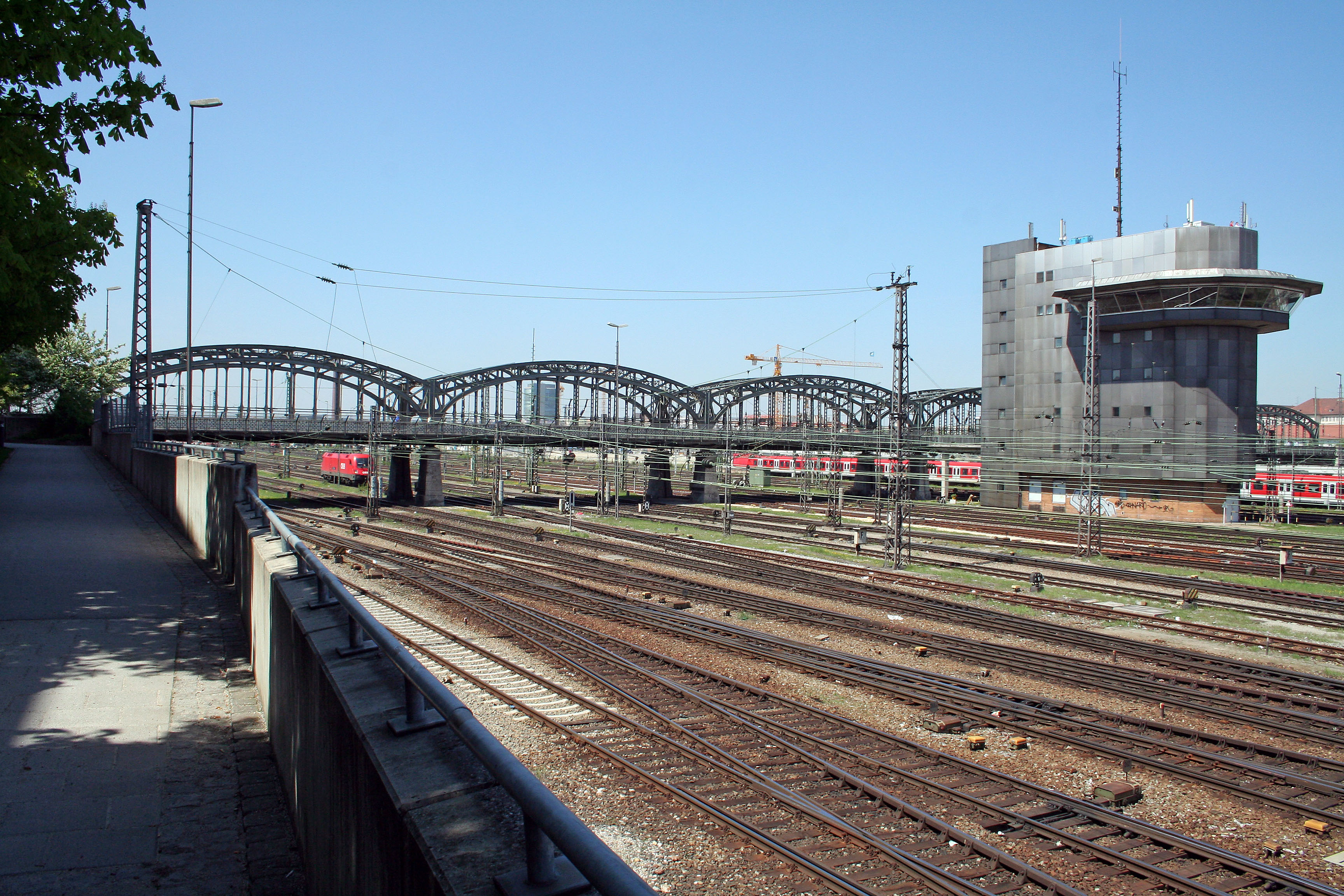
Hackerbrücke mit Stellwerk München Hbf

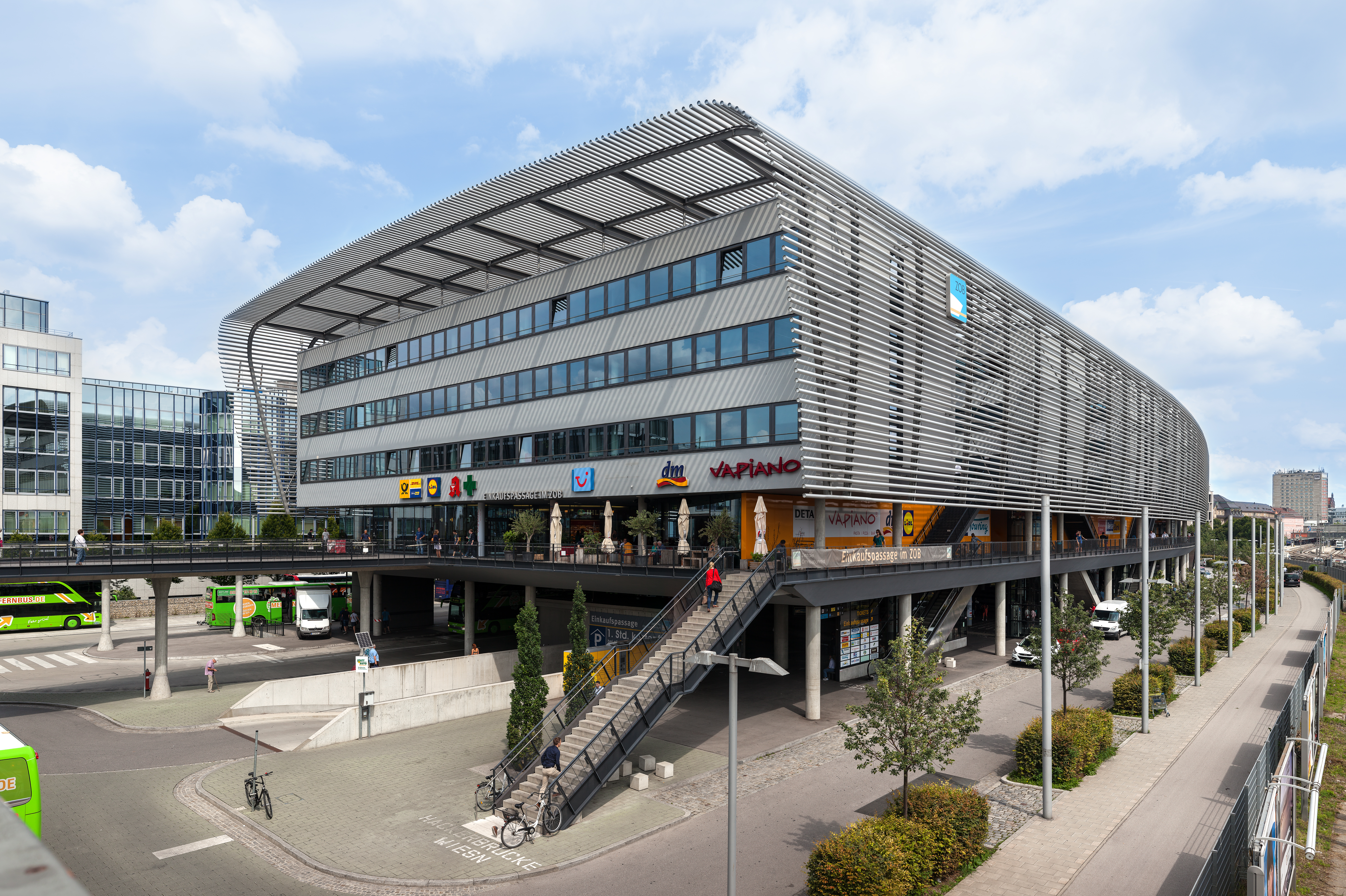
Frontansicht Zentraler Omnibusbahnhof München nördlich der Hackerbrücke

Die Hackerbrücke ist eine Straßenbrücke in München. Sie führt über die Gleisanlagen im Vorfeld des Münchner Hauptbahnhofs.

## Beschreibung
Die Bogenbrücke hat sechs genietete Eisenfachwerk-Bogenträger mit einer Stützweite von 28,4 m, die Bogenhöhe beträgt knapp acht Meter.

## Lage
Die Hackerbrücke verbindet die Landsberger Straße im Stadtteil Westend südlich mit der Arnulfstraße nördlich des Gleisvorfelds des Münchener Hauptbahnhofs und damit mit dem ehemaligen Marsfeld in der Maxvorstadt. Die Zugangsstraße zu beiden Enden der Brücke heißt Grasserstraße. Die Brücke selbst liegt mit der östlichen Hälfte im Stadtteil Ludwigsvorstadt (BA 2) und mit der westlichen Hälfte im Stadtteil Schwanthalerhöhe (BA 8).

## Geschichte und Technik
Die Hackerbrücke wurde 1890–1894 durch die Maschinenbau-Actien-Gesellschaft Nürnberg vorm. Klett & Co. von deren Zweigwerk in Gustavsburg erbaut und ist eine der wenigen erhaltenen Bogenbrücken des 19. Jahrhunderts in Deutschland, die aus Schmiedeeisen bzw. aus Schweißeisen bestehen, wie man es zu dieser Zeit nannte. Im Zweiten Weltkrieg wurde sie teilweise zerstört und 1953 rekonstruiert. Eine gründliche Sanierung erfolgte 1983–1984, die Konstruktion wurde dabei nicht verändert. Ähnlich wie bei einem Langerschen Balken werden die an den Fachwerkbögen auftretenden Horizontalzugkräfte durch ein auf etwa Kopfhöhe verlaufendes Zugband aufgenommen. Eine auf Querträgern aufgelegte Betonplatte für die Fahrbahn ist an den Fachwerkbögen aufgehängt, die auf den Brückenpfeilern aufliegen. Die Fahrbahn ist 7 m breit; außerhalb der Fachwerkträger sind Gehwege angeordnet.
Der Vorgängerbau der heutigen Brücke war die 1870 fertiggestellte Herbststraßenbrücke in einfacher Eisenfachwerkkonstruktion etwas östlich der heutigen Hackerbrücke. Zuvor befand sich hier ein niveaugleicher Bahnübergang.

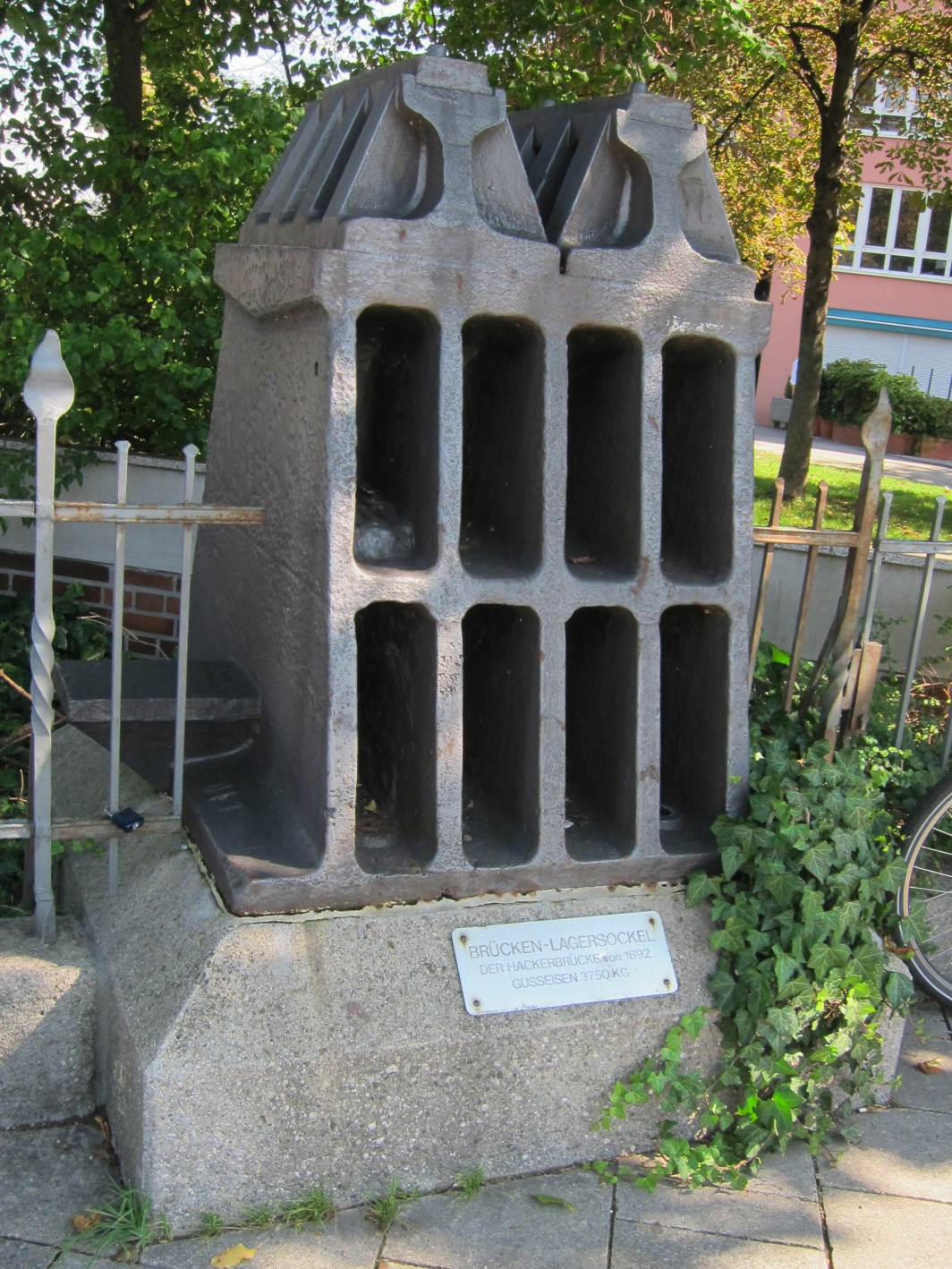
Brücken-Lagersockel der Hackerbrücke von 1892; Gusseisen; 3750 kg

Ihren Namen erhielt die Brücke durch die bis Ende der 1980er-Jahre am südlichen Ende zwischen Brücke und Bayerstraße ansässige Hacker-Brauerei, später Hacker-Pschorr.

## Verkehr
Bis in die 1970er Jahre war die Hackerbrücke für den Individualverkehr von existentieller Bedeutung. Sie gehörte zu den wenigen wirklich leistungsfähigen Verbindungen in Innenstadtnähe, die die Trennung durch das Gleisvorfeld des Hauptbahnhofs linderten.
Durch den Bau des Mittleren Rings, insbesondere durch die Donnersbergerbrücke und die Entschärfung des Karlsplatzes (Stachus) durch die Eröffnung der Fußgängerzone, wurde der Verkehrsdruck merklich gemindert. Dennoch ist die Hackerbrücke auch heute eine wichtige Nord-Süd-Verbindung über das Gleisvorfeld.
1972 wurde an der Hackerbrücke auch der Bahnhof München Hackerbrücke der S-Bahn-Stammstrecke als letzter oberirdischer Bahnhof vor dem Tunnel der S-Bahn-Stammstrecke errichtet. Nördlich (Linie 16 und 17) und südlich (Linie 18 und 19) der Hackerbrücke kann man nach kurzem Fußweg in die Straßenbahn umsteigen. Zusätzlich befindet sich auf einem Areal am nördlichen Ende der Hackerbrücke der Zentrale Omnibusbahnhof München (ZOB) für den Reisebusverkehr.
Während des Oktoberfestes übernimmt der Bahnhof eine wichtige Funktion zum Transport der Oktoberfestbesucher. Die Hackerbrücke ist dann abends und an den Wochenenden für den Autoverkehr gesperrt.

## Trivia
Die Hackerbrücke ist im Vorspann der Fernsehserie SOKO 5113 zu sehen.